# Majdan (gmina Stoczek)
Majdan – wieś w Polsce położona w województwie mazowieckim, w powiecie węgrowskim, w gminie Stoczek. Ma status sołectwa.
W latach 1975–1998 miejscowość należała administracyjnie do województwa siedleckiego.
10 września 1939 żołnierze Wehrmachtu dokonali zbrodni na mieszkańcach wsi. Zamordowali 11 osób w tym trzyletnie dziecko. 
Wierni Kościoła rzymskokatolickiego należą do parafii św. Michała Archanioła w Starejwsi.